# Agnese II di Quedlinburg
Agnese II, chiamata anche Agnese di Meißen, (Meißen, 1139 – Quedlinburg, 21 gennaio 1203) fu principessa-badessa di Quedlinburg dal 1183 alla morte.

## Biografia
Agnese nacque a Meißen, figlia di Corrado, margravio di Meißen e di Liutgarda di Svevia. Apparteneva dunque alla  dinastia dei Wettin. Nel 1184 fu eletta successore della principessa-badessa Adelaide III.
Agnese fu un'importante mecenate dell'arte, oltre che miniaturista e incisore. Durante il suo abbaziato, le monache dell'abbazia di Quedlinburg divennero indispensabili per lo studio dell'industria dell'arte dell'epoca. Ha anche scritto dei libri per il servizio divino. Tuttavia il suo più grande capolavoro fu la fabbricazione di arazzi, di cui alcuni di questi dovevano essere inviati al papa; questo arazzo è il pezzo di tessuto romanico meglio conservato.
Morì nell'abbazia di Quedlinburg il 21 gennaio 1203.

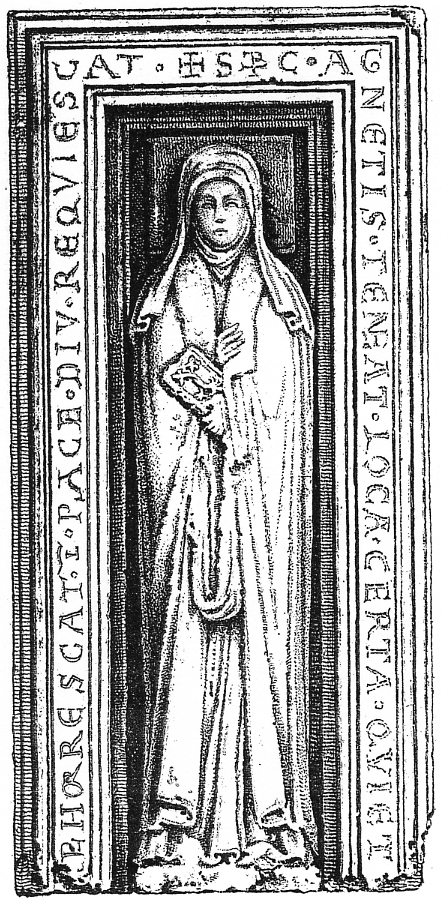
Pietra tombale di Agnese

## Eredità
Agnese è una figura di spicco dell'opera di Judy Chicago, The Dinner Party, rappresentata come uno dei 999 nomi di Heritage Floor.

## Ascendenza
|                          |   |                            | Genitori               |  |  | Nonni |  |  | Bisnonni               |  |  | Trisnonni        |  |
|                          |   |                            |                        |  |  |       |  |  | Teodorico I di Lusazia |  |  | Dedi I di Wettin |  |
|                          |   |                            |                        |  |  |       |  |  | Teodorico I di Lusazia |  |  | Dedi I di Wettin |  |
|                          |   | Thietburga di Haldensleben |                        |  |  |       |  |  | Teodorico I di Lusazia |  |  |                  |  |
| Thimo di Wettin          |   |                            |                        |  |  |       |  |  | Teodorico I di Lusazia |  |  |                  |  |
|                          |   | Matilde di Meißen          | Eccardo I di Meißen    |  |  |       |  |  |                        |  |  |                  |  |
|                          |   | Matilde di Meißen          | Eccardo I di Meißen    |  |  |       |  |  |                        |  |  |                  |  |
|                          |   | Matilde di Meißen          | Swanehilde di Sassonia |  |  |       |  |  |                        |  |  |                  |  |
| Corrado di Meißen        |   | Matilde di Meißen          |                        |  |  |       |  |  |                        |  |  |                  |  |
|                          |   | Ottone di Northeim         | Bernardo di Northeim   |  |  |       |  |  |                        |  |  |                  |  |
|                          |   | Ottone di Northeim         | Bernardo di Northeim   |  |  |       |  |  |                        |  |  |                  |  |
|                          |   | Ottone di Northeim         | Eilika                 |  |  |       |  |  |                        |  |  |                  |  |
| Ida di Northeim          |   | Ottone di Northeim         |                        |  |  |       |  |  |                        |  |  |                  |  |
|                          |   | Richenza di Svevia         | Ottone II di Svevia    |  |  |       |  |  |                        |  |  |                  |  |
|                          |   | Richenza di Svevia         | Ottone II di Svevia    |  |  |       |  |  |                        |  |  |                  |  |
|                          |   | Richenza di Svevia         | …                      |  |  |       |  |  |                        |  |  |                  |  |
| Agnese II di Quedlinburg |   | Richenza di Svevia         |                        |  |  |       |  |  |                        |  |  |                  |  |
|                          | … | …                          |                        |  |  |       |  |  |                        |  |  |                  |  |
|                          | … | …                          |                        |  |  |       |  |  |                        |  |  |                  |  |
|                          | … | …                          |                        |  |  |       |  |  |                        |  |  |                  |  |
| Adalberto di Ravenstein  | … |                            |                        |  |  |       |  |  |                        |  |  |                  |  |
|                          |   | …                          | …                      |  |  |       |  |  |                        |  |  |                  |  |
|                          |   | …                          | …                      |  |  |       |  |  |                        |  |  |                  |  |
|                          |   | …                          | …                      |  |  |       |  |  |                        |  |  |                  |  |
| Liutgarda di Elchingen   |   | …                          |                        |  |  |       |  |  |                        |  |  |                  |  |
|                          |   | …                          | …                      |  |  |       |  |  |                        |  |  |                  |  |
|                          |   | …                          | …                      |  |  |       |  |  |                        |  |  |                  |  |
|                          |   | …                          | …                      |  |  |       |  |  |                        |  |  |                  |  |
| Berta di Boll            |   | …                          |                        |  |  |       |  |  |                        |  |  |                  |  |
|                          |   | …                          | …                      |  |  |       |  |  |                        |  |  |                  |  |
|                          |   | …                          | …                      |  |  |       |  |  |                        |  |  |                  |  |
|                          |   | …                          | …                      |  |  |       |  |  |                        |  |  |                  |  |
|                          |   | …                          |                        |  |  |       |  |  |                        |  |  |                  |  |